# Philoliche zernyi
Philoliche zernyi är en tvåvingeart som först beskrevs av Szilady 1926.  Philoliche zernyi ingår i släktet Philoliche och familjen bromsar.
Artens utbredningsområde är Sri Lanka. Inga underarter finns listade i Catalogue of Life.